# Mellicta mayi
Mellicta mayi är en fjärilsart som beskrevs av Gunder 1929. Mellicta mayi ingår i släktet Mellicta och familjen praktfjärilar. Inga underarter finns listade i Catalogue of Life.